# Microrégion de Santa Quitéria
Pour les articles homonymes, voir Santa Quitéria.
 (février 2025).
Si vous disposez d'ouvrages ou d'articles de référence ou si vous connaissez des sites web de qualité traitant du thème abordé ici, merci de compléter l'article en donnant les références utiles à sa vérifiabilité et en les liant à la section « Notes et références ».

Localisation de la microrégion de Santa Quitéria

La microrégion de Santa Quitéria est l'une des sept microrégions qui subdivisent le nord-ouest de l'État du Ceará au Brésil.
Elle comporte 3 municipalités qui regroupaient 70 904 habitants en 2006 pour une superficie totale de 6 018 km2.

## Municipalités[1]
- Catunda
- Hidrolândia
- Santa Quitéria